# Dale City
Dale City ist ein Census-designated place im Prince William County Norden des US-amerikanischen Bundesstaates Virginia. 

## Geschichte
Stadt wurde vom Immobilienentwickler Cecil Don Hylton entwickelt.

## Geografie
Die geografische Position ist: 38°38′54″N 77°20′32″W.
Dale City hat eine Fläche von 39,0 km², davon alle Land.
Die Stadt liegt in der Nähe von dem Einkaufszentrum Potomac Mills Mall, das größte Einkaufszentrum der Region mit mehr als 200 Geschäften.

## Demografische Daten
Das U.S. Census Bureau hat bei der Volkszählung 2020 eine Einwohnerzahl von 72.088 ermittelt.